# Lijst van voetbalinterlands Estland - Moldavië
Deze lijst van voetbalinterlands is een overzicht van alle officiële voetbalwedstrijden tussen de nationale teams van Estland en Moldavië. De landen speelden tot op heden zes keer tegen elkaar. De eerste ontmoeting, een vriendschappelijke wedstrijd, werd gespeeld in Kohtla-Järve op 20 augustus 1998. Het laatste duel, een kwalificatiewedstrijd voor het Wereldkampioenschap voetbal 2026, vond plaats op 25 maart 2025 in Chisinau.

## Wedstrijden
| № | Plaats       | Datum            | Competitie           | Wedstrijd          | Uitslag |
| - | ------------ | ---------------- | -------------------- | ------------------ | ------- |
| 1 | Kohtla-Järve | 20 augustus 1998 | Vriendschappelijk    | Estland – Moldavië | 0 – 1   |
| 2 | Chisinau     | 25 april 2001    | Vriendschappelijk    | Moldavië – Estland | 0 – 0   |
| 3 | Tallinn      | 21 augustus 2002 | Vriendschappelijk    | Estland – Moldavië | 1 – 0   |
| 4 | Ta' Qali     | 18 februari 2004 | Vriendschappelijk    | Estland – Moldavië | 1 – 0   |
| 5 | Tallinn      | 18 november 2008 | Vriendschappelijk    | Estland – Moldavië | 1 – 0   |
| 6 | Chisinau     | 25 maart 2025    | WK 2026 kwalificatie | Moldavië – Estland | 2 – 3   |
| 7 | Tallinn      | 14 oktober 2025  | WK 2026 kwalificatie | Estland – Moldavië |         |

## Samenvatting
| Competitie        | Totaal gespeeld | Winst Estland | Gelijk | Winst Moldavië | Doelsaldo Estland – Moldavië |
| ----------------- | --------------- | ------------- | ------ | -------------- | ---------------------------- |
| WK-kwalificatie   | 1               | 1             | 0      | 0              | 3 − 2                        |
| Vriendschappelijk | 5               | 3             | 1      | 1              | 3 − 1                        |
| Totaal            | 6               | 4             | 1      | 1              | 6 − 3                        |

Wedstrijden bepaald door strafschoppen worden, in lijn met de FIFA, als een gelijkspel gerekend.

## Details

### Eerste ontmoeting
| Vriendschappelijk (Kohtla-Järve, Estland, 20 augustus 1998): |       |                       |
| Estland                                                      | 0 – 1 | Moldavië              |
|                                                              | goals | 68' Serghei Clescenco |

### Tweede ontmoeting
| Vriendschappelijk (Chisinau, Moldavië, 25 april 2001): |       |         |
| Moldavië                                               | 0 – 0 | Estland |
|                                                        | goals |         |

### Derde ontmoeting
| Vriendschappelijk (Tallinn, Estland, 21 augustus 2002): |       |          |
| Estland                                                 | 1 – 0 | Moldavië |
| Teet Allas 54'                                          | goals |          |

### Vierde ontmoeting
| Vriendschappelijk (Ta' Qali, Malta, 18 februari 2004): |       |          |
| Estland                                                | 1 – 0 | Moldavië |
| Joel Lindpere 58'                                      | goals |          |

### Vijfde ontmoeting
| Vriendschappelijk (Tallinn, Estland, 18 november 2008):                                                                     |       |          |
| Estland | 1 – 0 | Moldavië |
| Vladimir Voskoboinikov 56'                                                                                                  | goals |          |
| - Debuut van Eugen Gorceac, Maxim Franţuz, Alexandru Onica, Maxim Copeliciuc, Oleg Andronic en Igor Andronic voor Moldavië. |       |          |

EJL · A-internationals · Bondscoaches · Statistieken · Estisch vrouwenelftal · Olympisch elftal · Estland U21 · Estland U20 · Estland U19 · Estland U18 · Estland U17 · Estland U16
1920 – 1929 ·
1930 – 1939 ·
1940 – 1949 ·
1950 – 1990 · 
1990 – 1999 ·
2000 – 2009 ·
2010 – 2019 ·
2020 − 2029
OS 1924
1920 ·
1921 ·
1922 ·
1923 ·
1924 ·
1925 ·
1926 ·
1927 ·
1928 ·
1929 · 
1930 · 
1931 · 
1932 · 
1933 · 
1934 · 
1935 · 
1936 · 
1937 · 
1938 · 
1939 · 
1940 · 
1941 · 
1942 · 
1943 · 1944 · 
1945 · 
1946 · 
1947 · 
1948 · 
1949 · 
1950 – 1990 · 
1991 · 
1992 · 
1993 · 
1994 · 
1995 · 
1996 · 
1997 · 
1998 · 
1999 · 
2000 · 
2001 · 
2002 · 
2003 · 
2004 · 
2005 · 
2006 · 
2007 · 
2008 · 
2009 · 
2010 · 
2011 · 
2012 · 
2013 · 
2014 · 
2015 · 
2016 ·
2017 ·
2018 ·
2019 ·
2020
Albanië ·
Andorra ·
Angola ·
Antigua en Barbuda ·
Argentinië ·
Armenië ·
Azerbeidzjan ·
België ·
Bosnië-Herzegovina ·
Brazilië ·
Bulgarije ·
Canada ·
Chili ·
China ·
Cyprus ·
Denemarken ·
Duitsland ·
Ecuador ·
Egypte ·
El Salvador ·
Engeland ·
Equatoriaal-Guinea ·
Faeröer ·
Fiji ·
Filipijnen ·
Finland ·
Frankrijk ·
Georgië · 
Gibraltar ·
Griekenland ·
Hongarije ·
Hongkong ·
Ierland ·
IJsland ·
Indonesië ·
Irak ·
Israël ·
Italië ·
Jordanië ·
Kazachstan ·
Kirgizië ·
Kroatië ·
Letland ·
Libanon ·
Liechtenstein ·
Litouwen ·
Luxemburg ·
Malta ·
Marokko ·
Mexico ·
Moldavië ·
Montenegro ·
Nederland ·
Nieuw-Caledonië ·
Nieuw-Zeeland ·
Noord-Ierland ·
Noord-Macedonië ·
Noorwegen ·
Oekraïne ·
Oezbekistan ·
Oman ·
Oostenrijk ·
Polen ·
Portugal ·
Qatar ·
Roemenië ·
Rusland ·
Saint Kitts en Nevis ·
San Marino ·
Saoedi-Arabië ·
Schotland ·
Servië ·
Slovenië ·
Slowakije · 
Spanje ·
Tadzjikistan ·
Thailand ·
Trinidad en Tobago ·
Tsjechië ·
Turkije ·
Turkmenistan ·
Uruguay ·
Vanuatu ·
Venezuela ·
Verenigde Arabische Emiraten ·
Verenigde Staten ·
Vietnam ·
Wales ·
Wit-Rusland ·
Zweden ·
Zwitserland
FMF · A-internationals · Bondscoaches · Moldavisch vrouwenelftal · Moldavië U21 · Moldavië U20 · Moldavië U19 · Moldavië U18 · Moldavië U17 · Moldavië U16
1990 – 1999 ·
2000 – 2009 ·
2010 – 2019 ·
2020 − 2029
1991 · 1992 · 1993 · 1994 · 1995 · 1996 · 1997 · 1998 · 1999 · 2000 · 2001 · 2002 · 2003 · 2004 · 2005 · 2006 · 2007 · 2008 · 2009 · 2010 · 2011 · 2012 · 2013 · 2014 · 2015 · 2016 · 2017 · 2018 · 2019 · 2020 · 2021 · 2022 · 2023 · 2024
Albanië ·
Andorra ·
Armenië ·
Azerbeidzjan ·
Bosnië en Herzegovina ·
Bulgarije ·
Canada ·
Cyprus ·
Denemarken · 
Duitsland ·
El Salvador · 
Engeland ·
Estland ·
Faeröer ·
Finland ·
Frankrijk ·
Georgië ·
Gibraltar ·
Griekenland ·
Hongarije ·
Ierland ·
IJsland ·
Indonesië ·
Israël ·
Italië ·
Ivoorkust ·
Jordanië ·
Kaaimaneilanden ·
Kameroen ·
Kazachstan ·
Kirgizië ·
Kosovo ·
Kroatië ·
Letland ·
Liechtenstein ·
Litouwen ·
Luxemburg ·
Malta ·
Montenegro ·
Nederland ·
Noord-Ierland ·
Noord-Macedonië ·
Noorwegen ·
Oeganda ·
Oekraïne ·
Oostenrijk ·
Polen ·
Portugal ·
Qatar ·
Roemenië ·
Rusland ·
San Marino ·
Saoedi-Arabië ·
Schotland ·
Servië ·
Slovenië ·
Slowakije ·
Tsjechië ·
Turkije ·
Venezuela ·
Verenigde Arabische Emiraten ·
Verenigde Staten ·
Wales ·
Wit-Rusland ·
Zuid-Korea ·
Zweden ·
Zwitserland